# جمهورية رأسمالية
الجمهورية الرأسمالية (بالإنجليزية: capitalist republic) هي أحد مفاهيم الحكومة التي يعتقد أنها مناقضة للفكر الاشتراكي. فمن المعتقد أن الجمهورية الاشتراكية هي «ديكتاتورية البروليتاريا (الطبقة العاملة)»، بينما الجمهورية الرأسمالية هي حرية الرجل العادي في النجاح من تلقاء نفسه. وفي كتاب حول الديمقراطية الجديدة (On New Democracy)، وضح ماو تسي تونغ رؤيته فيما يتعلق بالفرق بين الجمهورية الديمقراطية الجديدة والجمهورية الرأسمالية، والتي وصفها بأنها «الشكل الأوروبي الأمريكي القديم» لحكومة كانت «عتيقة الطراز».
كانت الجمهورية الرأسمالية هدف شون موراي في حركة الجمهوريانية الأيرلندية في ثلاثينيات القرن العشرين. وفي اجتماع في ضاحية راثماينز، دافع موراي عن الجمهورية الرأسمالية لأيرلندا، مؤمنًا بما وصفه المعلقون بمنهج «المراحل» في الانتقال من الحرية الوطنية نحو الدولة الاشتراكية. ودافع موراي عن أول إنجازات الحرية القومية لتشكيل جمهورية رأسمالية، يتبعها الانتقال من الجمهورية الرأسمالية إلى الجمهورية الاشتراكية.[بحاجة لمصدر]
وسعى الجمهوريون الآخرون، مثل جيلمور وأودونيل، إلى تحقيق نفس الهدف بعكس هذه المراحل، بحجة أن اقتلاع الرأسمالية من جذورها عن طريق الصراع سوف يؤدي إلى الاستقلال الوطني. وقد لاحظ مايك ميلوت أنه على الرغم من دفاع موراي عن الجمهورية الرأسمالية، «فإنه قد تم حجب طبيعتها الفئوية المحددة من خلال تجنب تحديد سماتها بشكل مسبق».